# Bertelsmann Building
Le Bertelsmann Building (connu à l'origine sous le nom de 1540 Broadway) est un gratte-ciel de Times Square, à New York. 

## Présentation
Il a été construit en 1989-1990 et mesure 187,7 mètres pour quarante-cinq étages. Il abrite le siège nord-américain de l'entreprise Bertelsmann,.